# Ziggurat
『Ziggurat』（ジグラット）はMISS BLACKによる日本の漫画。『コミックヴァルキリー』(キルタイムコミュニケーション)にて2009年7月より連載中。

## 概要
学生ながら父に化け探偵として活躍する大和 鐸、女怪盗トリニティ、秘宝を狙うアンシエント財団が対立するチェイスアクション。トリニティが狙う錯誤遺物（オーパーツ）は様々な超常現象を起こし、アンシエント財団は遺失技術（アーティファクト）と呼んでいる。3者ともジグラット (Ziggurat)という謎を追っており、作中でもメソポタミアの高層神殿（ジッグラトの記事を参照）に言及されているが、何を示すかは謎となっている。
MISS BLACK初の一般漫画。話数表記はRelic:001。
探偵と怪盗の対立関係、学園モノ、錯誤遺物の謎といった下地に、作者及び雑誌の作風である過激描写を加えた作品である。一般漫画であるため、胸の露出や下着のアップはあるが、局部の描写はない。

## 登場人物

### 主要人物
大和 鐸（）
鳳輪学園の男子学生。2年。
曽祖父が集めた錯誤遺物（オーパーツ）を返却する傍ら、曽祖父の残したメモに出てくるジグラット (Ziggurat)の謎を追う。曽祖父の家に現在は住んでおり、隠し部屋で錯誤遺物を見つけた。
父は警察官（警部）だが6年前に辞めており、電話をかけない性格でもあったことから現在行方が知れない。カナエとの会話では海外出張中としている。また母は幼い頃に亡くしている。
錯誤遺物である水晶髑髏の力で父に化け、探偵の立場で警察に協力し、錯誤遺物の返却に役立てている。
錯誤遺物を狙うトリニティとは度々衝突している。
八咫 鼎（）
鳳輪学園の女子学生。サナキのクラスメイト。
両親は離婚しており、アンシエント財団で働く義父と二人暮らし。
地味にしているが、グラマラスな容姿をしている。
曽祖父が隠したジグラットの道標とされる錯誤遺物を守ろうとしている。
トリニティ
警察が「特殊手配犯9号」と呼称する女怪盗。アンシエント財団に悪用されぬよう錯誤遺物を狙う。
アショカ・ピラーの不滅金属の小片を使ったスーツを身に纏う。弾丸でもスーツに傷は付かないが、体に痛みは走る。なおスーツは股間部は開いて下着だけになっているが、視線誘導と材料の都合及びトイレのためである。
正体はカナエ。トリニティの時は中学生のようなスレンダーな容姿になっている。
サナキの父（に化けているサナキ）には敵対する一方で「オジサマ」と呼び慕っている。ブラックハートの攻撃から庇われた後は好意を抱いている模様。

### 鳳輪学園(ほうりんがくえん)
クリス・C
鳳輪学園の女子学生。3年。生徒会長。子供のような容姿をしている。
普段は尊大な態度だが、理事長の前では主順に学園状況を報告する。
井藤 至（）
鳳輪学園の男子学生。サナキのクラスメイト。生徒会所属。クリスに惚れている。泳げない。
木村 桐枝（）
鳳輪学園の女子学生。サナキのクラスメイトでカナエの友達。放送部。
唐澤 うらら（）
鳳輪学園の女子学生。生徒会書記。学園一の巨乳。
群雲（）
鳳輪学園の女子学生。風紀委員長。隊長と呼ばれる。
神林 勾（）
サナキ達のクラスに転校してきた男子学生。建築家の神林 雅（かんばやし みやび）の息子。
ホープ・ダイヤモンドを所持する。
因幡（）
古文の臨時講師。女性。京風関西弁で話す。和服にバニー耳を装着している。
理事長
鳳輪学園の理事長。女性。式では薀蓄だけのような挨拶をし、1年生を戸惑わせる。
保険医
鳳輪学園の保険医。女性。両手の遺失技術（アーティファクト）「オートマトン」を扱いカナエの治療を行う。

### アンシエント財団
ブラックハート
警察が「特殊手配犯7号」と呼称する、アンシエント財団の殺戮者。女性。
カスタムM1（トミーガン）の二丁拳銃を操る。
トリニティのことを気に入っており、自らのものにしようとする。トリニティの拷問時はサディスティックに接するが、男性と絡む際は淫乱。
総裁
アンシエント財団の総裁。男性。
彼の曽祖父の友人の「ヤマト」は財団の創始者の1人で、かつて錯誤遺物を持ち出されたという。
ベリル女史
ジグラットへ至る手掛かりを探る女性。
左目には何か特別な力を宿しており、何もかも見逃さない力を持つ。
八咫支部長
東京支部長。カナエの義父。

### その他
相良（）
警察官。サナキの父の後輩で彼を尊敬しており、サナキとも仲が良い。
父に化けているサナキと共に、トリニティの狙う品を警備する役割。
斬鉄兎（）
警察が「特殊手配犯5号」と呼称する、宝石専門の爆盗犯。女性。
草薙剣、沓薙剣の二刀を扱う。
大家
サナキの大家。女子大生。サナキの家を捜索しようとしたアンシエント財団を種々の力で翻弄した。
フランケンシュタインの怪物であることが示唆されている。

## 錯誤遺物
作中に登場した錯誤遺物（オーパーツ）。
- アンティキラの歯車 (Relic:001)
- 古代エジプトの伝導コイル (Relic:002)
- 水晶髑髏 (Relic:002)
- ピラミッド水晶球 (Relic:003)
- アショカ・ピラーの不滅金属 (Relic:003)
- 古代エジプトのグライダー模型 (Relic:004)
- 山岳ピラミッド (Relic:006)
- コスタリカの石球 (Relic:007)
- アレキサンダーの司書 (Relic:007)
- カンブリア紀の金属ボルト (Relic:009)
- ティンダロスの猟犬 (Relic:009)
- フランケンシュタインの怪物 (Relic:010)
- アッシリアの水晶レンズ (Relic:011)
- 与那国島海底地形 (Relic:016)
- ロンゴ・ロンゴ (Relic:016)
- ホープ・ダイヤモンド (Relic:018)
- 草薙剣、沓薙剣、天叢雲剣 (Relic:019)
- 黄金スペースシャトル (Relic:020)
- 恐竜土偶 (Relic:024)
- コソの点火プラグ (Relic:024)

## 書誌情報
- MISS BLACK 『Ziggurat』 キルタイムコミュニケーション〈ヴァルキリーコミックス〉、既刊9巻（2024年7月8日現在）
  1. 2010年7月5日初版発行、ISBN 978-4-86032-939-6
  2. 2011年10月7日初版発行、ISBN 978-4-7992-0135-0
  3. 2012年11月10日初版発行、ISBN 978-4-7992-0334-7
  4. 2013年9月6日初版発行、ISBN 978-4-7992-0469-6
  5. 2015年1月2日初版発行、ISBN 978-4-7992-0677-5
  6. 2016年11月30日初版発行、ISBN 978-4-7992-0979-0
  7. 2024年3月8日発売[1]、ISBN 978-4-79921-876-1
  8. 2024年4月8日発売、ISBN 978-4-79921-885-3
  9. 2024年7月8日発売、ISBN 978-4-79921-926-3